# シモン・バンザ
シモン・ボコテ・バンザ（Simon Bokoté Banza、1996年8月13日 - ）は、フランス・クレイユ出身のサッカー選手。SCブラガ所属。ポジションはFW。コンゴ民主共和国代表。

## クラブ経歴
フランスのクレイユに生まれ、2012年にRCランスの下部組織へ加入した。ランスでのトップチームデビューは、2015年11月24日に行われたリーグ・ドゥのシャモア・ニオールFC戦である。その後レンタル移籍に出されて経験を積んだ2019-20シーズンにはランスで7ゴールを挙げ、クラブのリーグ・アン昇格に貢献した。
2021年8月31日、2021-22シーズンはポルトガルのFCファマリカンへレンタル移籍する事が決定した。
2022年7月19日、移籍金約500万ユーロでSCブラガへ移籍し、5年契約を結んだ。

## 代表経歴
2023年10月13日、親善試合のニュージーランド代表戦にて、後半34分にセドリック・バカンブとの途中交代でコンゴ民主共和国代表デビューを果たした。

## タイトル

### クラブ
ブラガ
- タッサ・ダ・リーガ : 1回 (2023-24)